# (37395) 2001 XJ30
2001 XJ30 (asteroide 37395) é um asteroide da cintura principal. Possui uma excentricidade de 0.15284840 e uma inclinação de 6.16863º.
Este asteroide foi descoberto no dia 11 de dezembro de 2001 por LINEAR em Socorro.